# 1918 en Lorraine
Chronologie de la Lorraine
- 1914
- 1915
- 1916
- 1917
- 1918
- 1919
- 1920
- 1921
- 1922

Cette page est une liste d'événements qui se sont produits durant l'année 1918 en Lorraine.

## Éléments de contexte
- 380 000 Alsaciens et Lorrains ont servi dans l’armée allemande pendant le premier conflit mondial[1].
- La ville de Nancy a reçu 1200 projectiles durant le conflit[2].
- La révolution de 1918 en Alsace-Lorraine désigne un mouvement insurrectionnel d’inspiration communiste marqué par la formation de conseils d'ouvriers et de soldats dans plusieurs villes d’Alsace-Lorraine à partir du 8 novembre 1918[3],[4]. Ces troubles résultent de la révolution allemande et de la fin de la Première Guerre mondiale.

## Événements

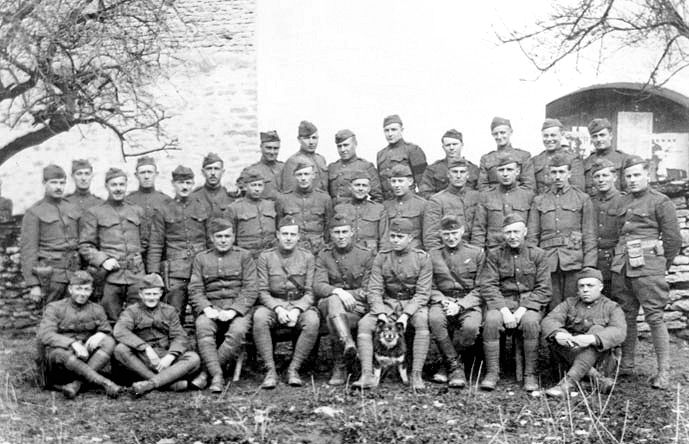
Rintintin, mascotte du 35th Aero Squadron, sur un aérodrome de Toul en novembre 1918.

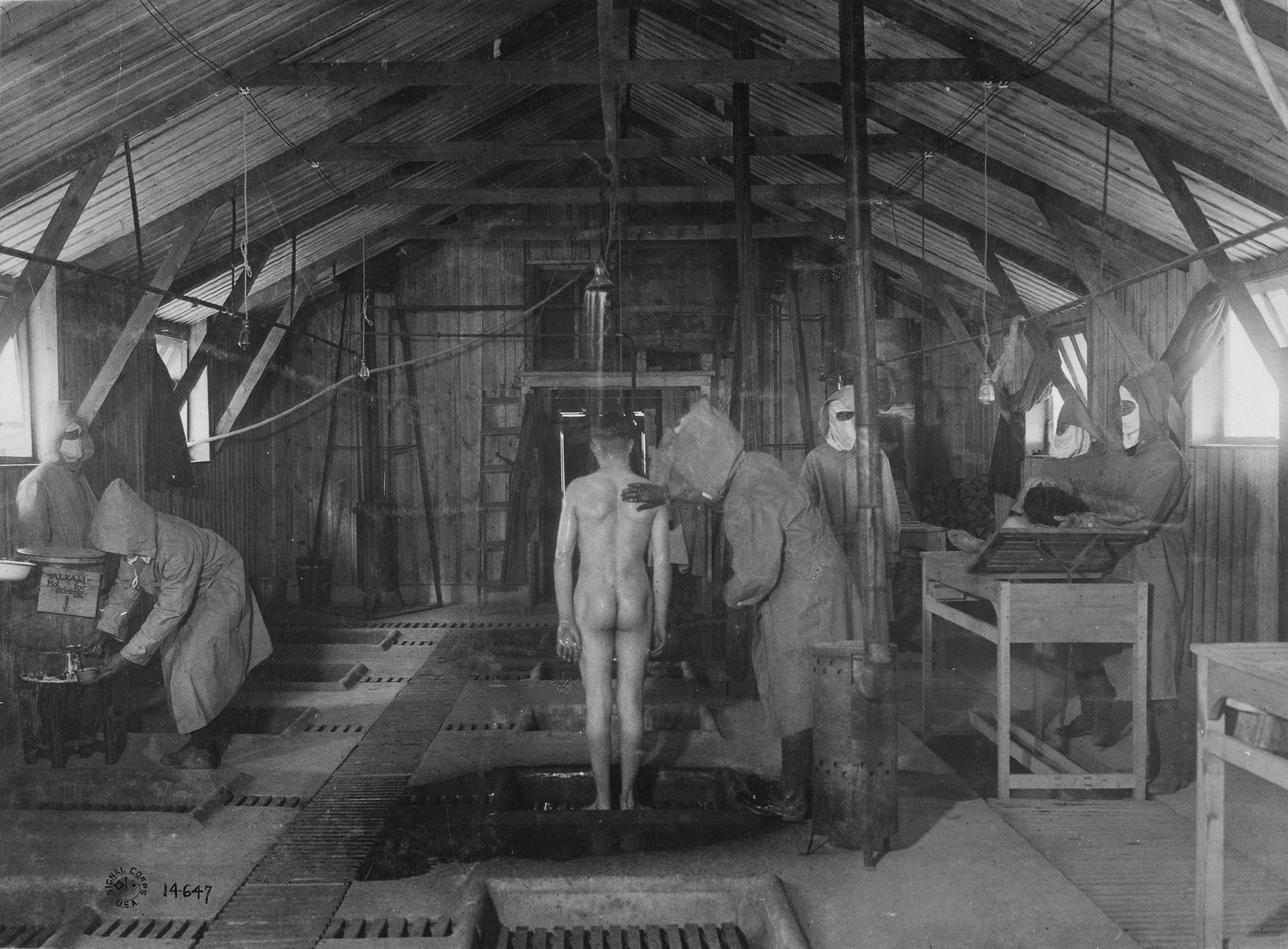
Hôpital américain no 2 de Baccarat, spécialisé dans le traitement des « gazés » par arme chimique lors de la Première Guerre mondiale, ici le 8 juin 1918.

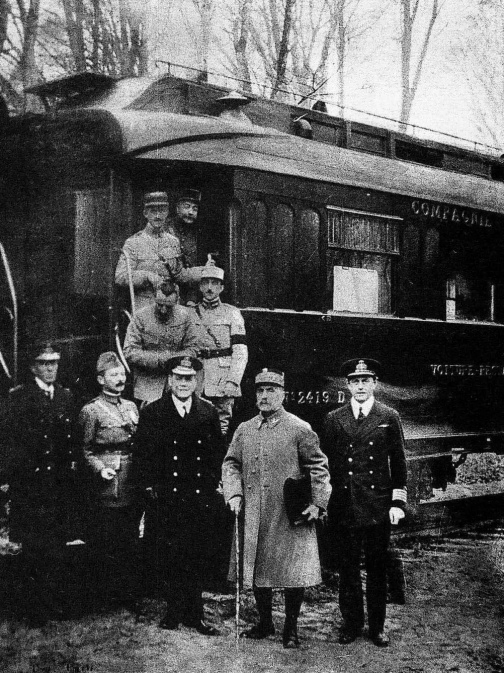
11 novembre : armistice de Rethondes.

- Fondation à Épinal du Stade Saint-Michel, club de football du nom du quartier éponyme.
- Fondation de la Société Sportive de Merlebach.
- Badonviller est détruite à 72 %, elle acquerra le titre de « Cité martyre ».

- 26 au 27 février : l'imprimerie de l'Est Républicain est bombardée mais le journal parait quand même sur une seule page[5].
- Septembre : réduction du saillant de Saint-Mihiel occupé depuis 1914 malgré les combats furieux livrés aux Éparges, à la forêt d'Apremont, à Seicheprey et au Bois le Prêtre.
- 12 septembre : Thiaucourt est la première ville française reconquise par les Américains de la 2e division d'infanterie des États-Unis.
  - Le capitaine Patton, à la tête de deux bataillons de chars, participe à la réduction du saillant de Saint-Mihiel au sein du dispositif de Pershing[6],[7].
- 15 septembre : le caporal américain Lee Duncan découvre une femelle berger allemand (Betty) et ses cinq chiots de quelques jours, seuls survivants d'un chenil d'un camp de l'armée impériale allemande bombardé à Flirey[8]. Il adopte deux chiens qu'il nomme Nénette et Rintintin en référence à deux poupées fétiches que les enfants lorrains offrent aux soldats pour leur porter chance[9]. Quelques mois après, seuls les chiots de Lee Duncan survivent[10].
- 18 septembre : les troupes américaines du général Pershing enlèvent Saint-Mihiel[11]
- 26 septembre : Foch lance une vaste offensive convergente en Lorraine en direction de Mézières et en Belgique vers Bruges, qui libère Monfaucon, Varennes, Vouziers, Étain, Damvillers.
- 31 octobre : deux bombes incendiaires atteignent la Bibliothèque Universitaire à Nancy. 56000 livres sont détruits[12].
- 10 novembre : manifestations ; des conseils révolutionnaires se forment dans plusieurs villes d'Alsace, ainsi qu'à Metz (Novembre 1918 en Alsace-Lorraine)[13],[6].
- 11 novembre : l'Allemagne abandonnée par ses alliés (Bulgares, Turcs et Autrichiens) signe l'Armistice. Le Landtag d'Alsace-Lorraine s'érige en conseil national, non reconnu par le gouvernement français[14].
- 15 novembre, Alsace-Lorraine : nomination de trois commissaires de la république[14], à Metz, Strasbourg et Colmar[6].
- 19 novembre : entrée des troupes françaises à Metz[15]. Dans l'après-midi, le 156e RI défile dans Metz pavoisée, à la suite du 146e RI (régiment frère). Les régiments sont précédés par le maréchal Pétain, les généraux Fayolle, Bruat, Féraud et Pougin (chef de la 39e division d'infanterie), escortés par des cavaliers du 5e régiment de hussards et des Chasseurs d'Afrique. Ils défilent alors de Montigny à l'Esplanade devant la statue du maréchal Ney, sous l'acclamation de la foule.
- 20 novembre : les entreprises industrielles et minières allemandes des anciens territoires lorrains annexés sont confisquées par l'état qui les revend à des français[6].
- 21 novembre : les derniers allemands quittent l'Alsace et la Moselle[16].

- 7 décembre : proclaration par les députés d'Alsace-Lorraine de leur rattachement à la France "indiscutable et définitif"[17].
- 8 décembre : le maréchal Pétain reçoit à Metz, des mains de Poincaré et Clemenceau le bâton de maréchal[16],[17]. « … Metz a été, il y a quarante-huit ans, arrachée par la force à ses affections naturelles et à ses habitudes historiques, déviée de ses origines, déracinée de son passé, pour être jetée, frémissante et indignée, sous cette domination qui réveillait en elle des antipathies séculaires[18]… »
- de décembre à septembre 1919, Walt Disney sert en tant qu'ambulancier à Neufchateau dans les Vosges[19].

## Inscriptions ou classement aux titre des monuments historiques
- Église Saint-Remi de Laimont[20]

## Naissances

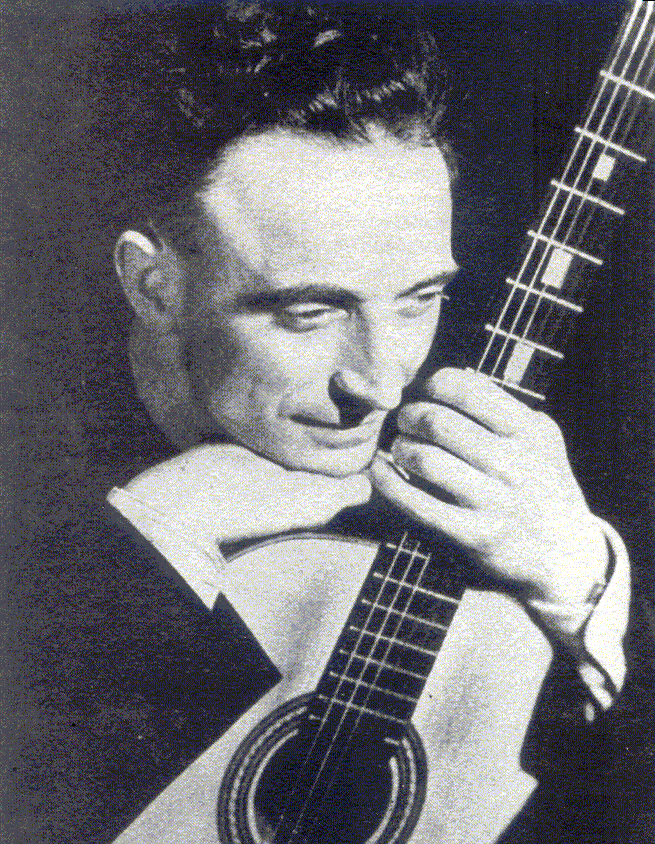
Aimé Duval

- 12 février à Thionville : Ernest Lambert, mort fusillé le 8 juillet 1944, à Portes-lès-Valence, Drôme, des fondateurs de l'Armée juive, responsable du groupe de Lyon.
- 21 février à Vecoux : Michel Vincent, mort le 15 mars 2005 à Gonesse (Val-d'Oise), homme politique français.
- 15 avril à Hagondange : Eduard Isken (mort le 7 janvier 1997 à Wolfsbourg), as de la Luftwaffe. Eduard Isken est crédité de 56 victoires aériennes, et de 18 tirs réussis au sol, dont 15 avions, 2 blindés et un train de marchandises. En 5 ans, il a effectué 960 missions de combat. Pour ses mérites, il a reçu la croix de chevalier de la croix de fer, le 14 janvier 1945.
- 30 juin au Val-d'Ajol : Aimé Duval (mieux connu sous le nom de Père Duval), mort le 30 avril 1984 à Metz (Moselle), est un prêtre jésuite français, chanteur-compositeur et guitariste, qui eut beaucoup de succès dans les années 1950 et 1960.
- 9 juillet à Metz : Walter Bordellé[21] (mort le 22 janvier 1984), officier de la Luftwaffe de la Seconde Guerre mondiale. Il a obtenu la très convoitée croix de chevalier de la croix de fer en 1944[22].

## Décès

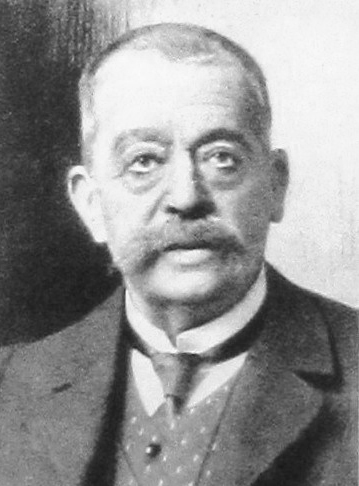
Edouard Jaunez

- 22 janvier en Moselle : Jean Michel Dellès (1840-1918), prêtre catholique et député au Reichstag de 1889 à 1893.
- 18 mars à Souilly : Corentin Jean Carré, né le 9 janvier 1900 au Faouët[23] , considéré comme le plus jeune poilu de France.
- 19 mai à Maron (Meurthe-et-Moselle) : Raoul Gervais Lufbery, né le 14 mars 1885 à Chamalières (Puy-de-Dôme, qui fut au sein de l'escadrille La Fayette un des as de la Première Guerre mondiale, comptant 17 victoires homologuées et une quinzaine d'autres probables.
- 28 juin : Édouard Jaunez (1834 - 1918), ingénieur de l'Ecole Centrale Paris, et entrepreneur, député protestataire lorrain. Il fut député au Reichstag de 1877 à 1890. Il épouse Berthe de Geiger en 1860, fille du baron Alexandre de Geiger, directeur des Faïenceries de Sarreguemines avec lequel il va contribuer à l'essor et au rayonnement de cette industrie[24],[25].
- 5 juillet à Fains-Véel : Jeanne Weber, née Moulinet le 7 octobre 1874 à Kérity, aujourd'hui quartier de Paimpol (Côtes-d'Armor), tueuse en série française. Surnommée « l'Ogresse de la Goutte-d'Or », du nom du quartier de Paris où elle commet ses forfaits, elle a étranglé dix enfants, dont les siens. Plusieurs fois acquittée, elle est déclarée irresponsable sur le plan pénal en 1908 et internée. Elle meurt d'une crise de néphrite dans sa cellule dix ans plus tard.
- 9 juillet à Laxou : Paul Guth[26], pseudonyme d'Auguste Guillaume Guth, ébéniste français, né le 9 mai 1878 à Oron.
- 12 septembre à Limey-Remenauville : David Endicott Putnam (10 décembre 1895 - 12 septembre 1918), As de l'aviation américain de la Grande Guerre.
- 16 septembre à Mars-la-Tour : Maurice Boyau, plus tard renommé Joannès[Note 1], né le 8 mai 1888 à Mustapha (aujourd’hui Sidi M'Hamed), en Algérie, [Note 2], as de l'aviation de la Première Guerre mondiale crédité de trente-cinq victoires aériennes homologuées, la plupart sur des ballons d'observation allemands drachens.
- 9 novembre à Souilly (Meuse) : Charles Jean Louis Géronimi[33], né le 8 février 1895 à Villepreux, footballeur français évoluant au poste de milieu de terrain.
- 11 novembre :
  - à 10h59 a moins d'une minute avant la fin des combats, à Chaumont-devant-Damvillers : Henry Nicholas Gunther, né le 6 juin 1895 à Baltimore aux États-Unis, soldat américain qui a combattu durant la Première Guerre mondiale. Il est le dernier soldat américain mort pendant la guerre et est aussi considéré comme le dernier militaire tué durant ce conflit.
  - à Saint-Dié (Vosges) : Edmond Gérard, homme politique français né le 8 février 1861 au Ban-de-Sapt (Vosges).
- 13 décembre à Metz : Marie-Charles-André Corvington, plus simplement appelé André Corvington, né le 19 novembre 1877 aux Cayes, médecin et escrimeur olympique franco-haïtien.
- 21 décembre à Toul : Hobart Amory Hare Baker dit Hobey Baker (né le 15 janvier 1892 à Bala Cynwyd en Pennsylvanie aux États-Unis) est un sportif américain du début du XXe siècle. Il est souvent considéré comme la première vedette de hockey sur glace américain mais est également un joueur célèbre de football américain.